# Cucujus
Cucujus is een geslacht van kevers, en het typegeslacht van de familie platte schorskevers (Cucujidae).

## Soorten
- Cucujus bicolor Smith, 1851
- Cucujus cinnaberinus (Scopoli, 1763) – Vermiljoenkever
- Cucujus clavipes Fabricius, 1781
- Cucujus coccinatus Lewis, 1881
- Cucujus grouvellei Reitter, 1877
- Cucujus haematodes Erichson, 1845
- Cucujus imperialis Lewis, 1879
- Cucujus kempi Grouvelle, 1918
- Cucujus mniszechi Grouvelle, 1876
- Cucujus opacus Lewis, 1888